# Gangsters (Film)
Gangsters (Originaltitel: Edwin Boyd: Citizen Gangster) ist ein kanadisches Filmdrama des Regisseurs Nathan Morlando aus dem Jahr 2011, in dem Scott Speedman die Rolle des kanadischen Gangsters und Volkshelden Edwin Alonzo Boyd spielt.

## Handlung
Toronto, Ende der 1940er Jahre. Der ausgezeichnete Kriegsveteran Edwin „Eddie“ Boyd ist desillusioniert aus dem Zweiten Weltkrieg zurückgekehrt.
Eigentlich wollte er ein Hollywoodschauspieler werden, kann aber das Geld für die Ausbildung nicht aufbringen, nachdem er seinen Job als Busfahrer gekündigt hat. Er muss nun aber für seine junge Familie sorgen. Boyd lehnt die Hilfe seines Vaters Glover, eines pensionierten Polizisten, der ihn für einen faulen Träumer hält, ab. Als er es nicht mehr ertragen kann zuzusehen, wie seine geliebte Frau Doreen die Familie als Waschfrau für die wohlhabenderen Nachbarn durchzubringen versucht, kommt ihm ein Gedanke: Er war als Sänger und Laienschauspieler vor dem Krieg nicht schlecht. Boyd verbindet seinen Traum einfach mit den Bedürfnissen seiner Liebsten und beginnt Banken im Hollywoodstyle gentlemanlike auszurauben. Aber der Weg, auf den er sich begibt, ist keinesfalls nur ruhmreich, ganz im Gegenteil: Er steckt voller Gefahren und Tragödien. Seine Raubzüge bringen ihm und seiner Familie nicht nur Geld für Essen und ein neues Auto, sondern auch auf die Titelseiten der Zeitungen und ins Gespräch der Leute, aber eines Tages auch ins Gefängnis. Doch davon lässt er sich jedoch nicht unterkriegen und plant gemeinsam mit den anderen Häftlingen Lenny Jackson (ebenfalls ein Weltkriegsveteran) und Willie „The Clown“ Jackson den Ausbruch (bei dem Val Kozak von draußen die Flucht mit dem Auto unterstützt) und den anschließenden ganz großen Coups.
Boyd lebt seine narzisstischen Neigungen bei Banküberfällen aus, verliert dabei aber mehr und mehr den ursprünglichen Grund für diese Verbrechen aus den Augen: seine Familie. Derweilen wird die Jagd des kanadischen Sherlock Holmes Detective David Rhys auf die Boyd-Bande immer intensiver. Rhys sucht Hilfe bei Boyds Vater, der aber zugibt, dass er seinen Sohn nicht mehr versteht. Nachdem Mary, die Freundin von Val Kozak, von ihm verlassen wird, rächt sich diese, indem sie die Boyd-Bande bei Detective Rhys verrät. Zu ihrem Racheplan gehört auch die Selbstverstümmelung mit einer brennenden Zigarette. Anschließend erklärt sie Lenny und Val, der Polizist hätte sie gefoltert, um ihr den Aufenthaltsort der Bande abzupressen. Voller Wut fahren Lenny und Val zum Haus des Detectives und erschießen diesen vor seiner Garage. Anschließend wird durch den Verrat Marys erst Willie, dann auch Lenny und Val verhaftet.
Nachdem Boyd in seinem neuen Haus verhaftet wird, trifft er im Gefängnis auf den Rest seiner Bande. Erneut können die vier ausbrechen, was in dem neuen Medium Fernsehen von Lorne Greene kommentiert wird. Um die Bande zu stellen, werden mehr als 2000 Polizisten aufgeboten, die Grenzen geschlossen, teilweise Wärter des Torontoer Gefängnisse wegen des Verdachts der Fluchthilfe suspendiert. Um die Bande aufzuspüren, benutzt die Polizei nun auch Doreen, die einen diktierten Aufruf in einer Radiosondersendung machen muss. Als die vier auf der Flucht von der Polizei aufgespürt werden, können sie nicht mehr fliehen, da der fußamputierte Lenny und der verletzte Val nicht mehr durchhalten können. Anstatt die beiden zurückzulassen, geben Willie und Eddie auf und werden erneut festgenommen. Vor Gericht gestellt werden Lenny und Val zum Tode verurteilt und gehängt, Eddie und Willie bekommen langjährige Haftstrafen. Nach vierzehn Jahren wird Eddie entlassen. Er besucht seine Ex-Frau Doreen im Hause ihres neuen Ehemannes, wird von diesem rausgeworfen und verlässt die Stadt.
Im Abspann wird erklärt, dass Boyd an die Westküste umgesiedelt wurde, wo er als Busfahrer und Betreuer für Behinderte lebte, bis er 2002 starb.

## Rezeption
Der Film erhielt zahlreiche Nominierungen für den Genie Award 2012, darunter für Speedman als Bester Darsteller, Duran als Bester Nebendarsteller und Sullivan als Beste Nebendarstellerin.

## Produktion
Der Film hatte ursprünglich am 10. September 2011 beim Toronto International Film Festival unter dem Titel Edwin Boyd Premiere, wurde aber vor der allgemeinen Veröffentlichung in Edwin Boyd: Citizen Gangster umbenannt. Das Drehbuch des Regisseurs Nathan Morlando wurde nahe an die Biografie von Edwin Alonzo Boyd angelegt. Der Regisseur Morlando hatte bisher nur Kurzfilme gedreht.
In Deutschland ist der Film zum 30. August 2013 als Direct-to-DVD-Produktion unter dem Titel Gangsters veröffentlicht worden.